# 川のぬし釣り2
『川のぬし釣り2』（かわのぬしつりツー）は、1995年4月28日に日本のパック・イン・ビデオから発売されたスーパーファミコン用ロールプレイングゲーム。
釣り好きの一家が川のぬしを探し求め旅に出るという内容で、前作であるファミリーコンピュータ用ソフト『川のぬし釣り』（1990年）から魚の種類・おじゃま動物が大幅に増え、アユ釣りが初登場した。
1999年にはWindows 95/98版がエレクトロニック・アーツからより発売。2000年には「Best Collection」として廉価版が発売。また、携帯電話アプリゲーム版『川のぬし釣り』の追加コンテンツとして各キャリア向けに配信され、2024年7月4日には携帯電話アプリゲームを移植するシリーズ「G-MODEアーカイブス+」向けのソフトとしてNintendo Switch版が発売された。
スーパーファミコン版はゲーム誌『ファミコン通信』の「クロスレビュー」にてシルバー殿堂を獲得した。

## ゲーム内容

### 釣りの仕方
- ウキ釣り - 最も簡単な釣り方。エサと針さえあれば、すぐに始めることができる。
- フライ（毛バリ）釣り - 毛バリとフライ専用の竿を使う釣り方。渓流、山中湖、清流などで使用する。
- ルアー釣り - ルアーとルアー専用の竿を使う釣り方。ブラックバスやスズキなどの魚に適している。
- 投げ釣り - ウキ釣りとほぼ同じ釣り方であるが、オモリを使ってより遠くへ投げることが可能である。体力が少ないと、飛距離が短くなる。
- アユ釣り - ハナカンとおとりアユを使って行う釣り方（アユのみに使う）。十字キーである程度おとりアユを操作できるが、多用しすぎるとおとりアユが死んでしまうことがある。

### アイテム
- 釣りノート - 最初から持っている。釣った魚の情報を知ることが出来る。
- びく - 魚を入れることができる。最初は5匹までしか入れることが出来ないが、店で購入することができ、最大30匹まで入れることが出来る。
- 虫めがね - 洞窟などで使用する。きのこやドバミミズなどを見つけることが出来る。
- 金アミ - 浅瀬で使用する。エサを見つけることが出来る。渓流にいる人物にアマゴを渡すともらえるが、店で購入することも出来る。
- タライ - 水上を移動できるアイテム。乗ったまま釣りをすることも可能。山上湖にいるタライ作りの名人にハリヨを渡すと入手出来る。滝をのぼることは出来ない。
- カヌー - タライの上位互換で、乗ったまま釣りをする事が出来る上に滝などの流れの速い場所を越える事が出来るアイテム。清流にいるカヌー作りの名人に牛乳を渡すと入手出来る。
- カギ - 各ステージにある宝箱を開ける際に必要。
- 絵はがき - 家族の1人に手紙を書くことが出来る。ポストに投函して使用する。一定の条件を満たすと、ゲーム製作者から届くこともある。
- 磁石 - ぬしの居場所を探す。居場所とぴったりのところや、洞窟の出口で磁石を使うと、針が動かなくなる。
- 寄せエサ - 魚を周囲に集める。
- 牛乳ビン - カヌー作りの名人の家に置いてある。牛に話しかける事で牛乳に変化する。カヌーと交換で失われるが、それまでは何度でも牛乳を入れ直せる。
- 牛乳 - 牛乳が入った状態の牛乳ビン。使用すると体力が全回復する。カヌーと交換で失われる。
- 油揚げ - 体力が全回復する。湖の釣具屋でのみ売っている。
- 花火 - 使用すると光とともに大きな音が鳴る。湖にいる女性（キツネ）付近で使用すると驚かせて移動させる事ができ、下流への移動が可能になる。
- 富くじ - 下流の釣具屋でのみ売っている。下流の社前に立つ人に話しかけると、当たりかハズレかの結果がわかる。1等は5000円。

### 食事
- ミカン - 体力5回復。
- おむすび - 体力10回復。
- だんご - 体力15回復。
- ブドウ - 体力30回復。
- 日の丸弁当 - 体力40回復。
- ダイコン - 体力40回復。清流でヤマノカミと交換して入手（1回きり、食事欄が全てダイコンで埋まる）。
- きのこ - 体力10回復。洞窟内で虫めがねを使用した際に入手。
- きのこ - 上記「きのこ」と同名義だが、こちらはベニテングダケらしき毒きのこ。食べるとその場で力尽きる。餌付けすると動物が即死する。洞窟内で虫めがねを使用した際に入手。

## 設定

### 舞台
渓流
釣り好き一家が住む村で、ここから物語は始まる。絵はがきでは「岩魚沢　魚止め村」と表記される。川に沿った縦長な地形が特徴。村の南に洞窟があり、次のステージへ行くことが出来る。
山上湖
渓流の次に訪れるステージ。絵はがきでは「山奥湖　六つ墓村」と表記される。広大な湖であり、渓流に比べて移動範囲が大幅に広がっている。タライ作りの名人がおり、ある魚を持っていくとタライをくれる。中央付近に次のステージへ行ける洞窟がある。洞窟の前には、腹を空かした熊が寝ていて最初は通ることができないが、サクラマスを持っていくと通してくれるようになる。
清流
山上湖の次に訪れるステージ。絵はがきでは「清瀬川　鮎の里」と表記される。渓流と同様に川に沿った縦長な地形だが、川幅が広くタライでは流されてしまう滝や瀬が多い。カヌー作りの名人がおり、あるアイテムを持っていくとカヌーをくれる。村の北にある滝を越えたところに洞窟があるが、カヌーを使わないと滝を越えられない。
湖
清流の次に訪れるステージ。絵はがきでは「芦の湖　鯉の町」と表記される。ぬしが村に被害を及ぼしている（プレイヤーが雄三の場合のみ）。水の流れは緩やかだが移動範囲が広大なうえに、コイなどの大型魚種が多数生息する。村付近の小島に次のステージへ行ける祠（洞窟）があるが、1人の女性が封じている。この女性はキツネが化けている為、あるアイテムを使うと追い払える。
下流
湖の次に訪れるステージ。絵はがきでは「大蓮沼　田の村」と表記される。美味といわれているぬし（プレイヤーが紀子の場合のみ）と、願いをかなえるぬし（プレイヤーが京子の場合のみ）がいる。東部は川、中央部は田んぼと用水路、西部は沼で構成されており、それぞれ棲息する魚種が異なる。ステージ特有の魚種には小物が多い為、釣り具もそれに対応したものが求められる。北西にある茂みの中に、次のステージに行ける洞窟がある。
河口
下流の次に訪れる最後のステージ。絵はがきでは「海の口　愛の浜」と表記される（プレイヤーが太郎の場合のみ）。ここにぬしがおり、三平が一足先に到着している。また、ぬしを釣り上げて65種類の魚種を制覇すると最後の1種である「影のぬし」が出現する。北部から中央にかけて汽水湖が広がっているが、南部は海になっており潮の流れが速い。

### 魚の種類
全部で72種類いるが、各舞台に1種類ずついる魚以外の動物（テナガエビを除く）は釣り上げても経験値のみしか入手できず、ノートには記載されない。また、ぬしは通常の魚とは色が異なっている（カウントはされない）。
ノートに記載される魚（66種類）
渓流で釣れる主な魚 - ヤマメ、イワナ、アマゴ、アカザ、ニジマス、カワマス
山上湖で釣れる主な魚 - ブラックバス、ブラウントラウト、ヒメマス、アメマス、サクラマス、ブルーギル、アブラハヤ、ワカサギ、ドンコ、ハリヨ
清流で釣れる主な魚 - アユ、オイカワ、サツキマス、ヤマノカミ、ウグイ、カジカ、カマツカ、カワムツ、ニゴイ
湖で釣れる主な魚 - ヘラブナ、マブナ、コイ、ギギ、ハクレン、コクレン、アオウオ、ソウギョ、カムルチー、ナマズ、ライギョ、ハス、ホンモロコ、ワタカ、ヒガイ
下流で釣れる主な魚 - ドジョウ、シマドジョウ、タナゴ、イトモロコ、タモロコ、オヤニラミ、メダカ、トミヨ、キンブナ、ムギツク、テナガエビ、ツチフキ、トウギョ、モツゴ
河口で釣れる主な魚 - ヌマガレイ、ウナギ、スズキ、アカメ、ボラ、メゴチ、マルタ、クロダイ、サヨリ、クサフグ、ハゼ、オオウナギ
ノートに記載されない動物（6種類）
イモリ、カエル、ザリガニ、カメ、スッポン、カニ

## キャラクター

### 登場人物
太郎
釣り好き一家の兄。友達の三平に触発され、ぬしを探す旅に出る。
京子
釣り好き一家の妹。家にあった本を読み、願い事をかなえるため、ぬしを探す旅に出る。
雄三
釣り好き一家の父。家に届いた手紙を読み、町を荒らしているぬしを探す旅に出る。
紀子
釣り好き一家の母。村で一番の長寿からお願いをされ、美味といわれるぬしを探す旅に出る。
三平
太郎の友達。ぬしを探すため、太郎より先に旅に出る。
村の医者
渓流に住む医者。釣りノートを完成させると病気になり、薬の材料になる「影のぬし」が登場する。

### 渓流
- やまこうもり - 体力20、弱点は耳。
- りす - 体力30、弱点は頭。
- ももんが - 体力40、弱点は腹。
- かもしか - 体力40、弱点は首。
- あおだいしょう - 体力60、弱点は頭。

### 山上湖
- むかで - 体力30、弱点は頭。
- おこじょ - 体力30、弱点は顔面。
- ふくろう - 体力30、弱点は顔面。魚を盗む。
- やまねこ - 体力40、弱点は額。
- いのしし - 体力90、弱点は鼻先。

### 清流
- もぐら - 体力15、弱点は腹。
- からす - 体力40、弱点は嘴。魚を盗む。
- てん - 体力55、弱点は顔。
- やまざる - 体力60、弱点は顔面。
- ひぐま - 体力100、弱点は耳。

### 湖
- のうさぎ - 体力20、弱点は耳。
- たぬき - 体力30、弱点は尻。
- きつね - 体力40、弱点は耳。
- わし - 体力60、弱点は顔。魚を盗む。
- まむし - 体力110、弱点は頭。

### 下流
- あかねずみ - 体力20、弱点は顔。
- あなぐま - 体力30、弱点は腰。
- どくぐも - 体力30、弱点は頭。
- いたち -  体力70、弱点は胸。
- すずめばち - 体力120、弱点は目。攻撃力が高く逃げづらい。

### 河口
- しまへび - 体力25、弱点は頭。
- はやぶさ - 体力30、弱点は胸。魚を盗む。
- さそり - 体力50、弱点は顔。
- おおじか - 体力50、弱点は角。
- つきのわぐま - 体力130、弱点は顔面。

## 移植版
| No. | タイトル                                   | 発売日        | 対応機種        | 開発元               | 発売元                   | メディア     | 型式     | 備考                       | 脚注  |
| --- | ------------------------------------------ | ------------- | --------------- | -------------------- | ------------------------ | ------------ | -------- | -------------------------- | ----- |
| 1   | 川のぬし釣り2 for Windows                  | 1999年2月11日 | Windows 95/98   | パック・イン・ソフト | エレクトロニック・アーツ | CD-ROM       | WS-00051 |                            |       |
| 2   | Best Collection 川のぬし釣り 2 for Windows | 2000年12月7日 | Windows 95/98   | パック・イン・ソフト | エレクトロニック・アーツ | CD-ROM       | VWB-02   |                            |       |
| 3   | 川のぬし釣り 2                             | 2009年7月16日 | iアプリ         | ライブウェア         | ライブウェア             | ダウンロード |          |                            | [ 2 ] |
| 4   | 川のぬし釣り 2                             | 2009年8月12日 | S!アプリ        | ライブウェア         | ライブウェア             | ダウンロード |          |                            | [ 3 ] |
| 5   | 川のぬし釣り 2                             | 2009年9月10日 | EZアプリ        | ライブウェア         | ライブウェア             | ダウンロード |          |                            | [ 4 ] |
| 6   | G-MODEアーカイブス+ 川のぬし釣り2          | 2024年7月4日  | Nintendo Switch | ジー・モード         | ジー・モード             | ダウンロード |          | フューチャーフォン版の移植 | [ 5 ] |

## 評価
ゲーム誌『ファミコン通信』の「クロスレビュー」では6・8・8・9の合計31点（満40点）でシルバー殿堂を獲得、『ファミリーコンピュータMagazine』の読者投票による「ゲーム通信簿」での評価は以下の通り、22.1点（満30点）となっている。
| 項目 | キャラクタ | 音楽 | お買得度 | 操作性 | 熱中度 | オリジナリティ | 総合 |
| 得点 | 3.8        | 3.5  | 3.7      | 3.7    | 3.8    | 3.6            | 22.1 |

## 関連商品
ガイドブック
- 川のぬし釣り2 スーパーガイドブック（光栄） 1995年5月30日 ISBN 9784877192259